# UBE2E3
UBE2E3‏ (Ubiquitin conjugating enzyme E2 E3) هوَ بروتين يُشَفر بواسطة جين UBE2E3 في الإنسان.
يعد تعديل البروتينات باستخدام اليوبيكويتين آلية خلوية مهمة لاستهداف البروتينات غير الطبيعية أو قصيرة العمر للتحلل. تتضمن عملية اليوبيكويتين ثلاث فئات على الأقل من الإنزيمات: إنزيمات تنشيط اليوبيكويتين، أو E1s، وإنزيمات اقتران اليوبيكويتين، أو E2s، وربطات اليوبيكويتين والبروتين، أو E3s. يشفر هذا الجين عضوًا من عائلة إنزيمات اقتران اليوبيكويتين E2. يشترك البروتين المشفر في هوية التسلسل بنسبة 100% مع نظرائه في الفئران والجرذان، مما يشير إلى أن هذا الإنزيم محفوظ للغاية في حقيقيات النوى. جرى العثور على متغيرين من النسخ المشفرين بالوصل البديل يشفران نفس البروتين لهذا الجين.